# Tańce w San Antonio de la Florida
Tańce w San Antonio de la Florida lub Taniec nad brzegiem Manzanares (hiszp. El baile de San Antonio de la Florida lub Baile a orillas del Manzanares) – obraz olejny hiszpańskiego malarza Francisca Goi.

## Seriakartonów do tapiserii
To dzieło należało do serii kartonów do tapiserii – olejnych obrazów o znacznych rozmiarach przygotowywanych jako wzór dla warsztatów tkackich Królewskiej Manufaktury Tapiserii Santa Bárbara w Madrycie. Na ich podstawie tkano barwne gobeliny, które zdobiły wnętrza królewskich posiadłości. Przeznaczenie kartonów przedstawiało dla pracy malarza pewne ograniczenia, gdyż wykonany przez niego projekt musiał być odpowiednio łatwy do zastosowania w warsztacie tkackim. Obraz nie mógł przedstawiać zbyt wielu detali lub ulubionych przez Goyę przenikających się delikatnych odcieni barw.
Goya wykonał tę serię dla Karola IV (wtedy jeszcze infanta, księcia Asturii), i jego żony Marii Ludwiki Parmeńskiej, z przeznaczeniem do jadalni Królewskiego Pałacu El Pardo. Pracował nad tą serią w latach 1776–1778, a większość prac ukończył latem 1777 roku. Oprócz Tańców w San Antonio de la Florida w skład serii wchodziły także: Parasolka, Bójka przed Nową Karczmą, Podwieczorek na wsi, Spacer w Andaluzji, Pijący, Latawiec, Gracze w karty, Dzieci zrywające owoce i Dzieci nadymające pęcherz. Tematem serii były pogodne scenki rodzajowe, ukazujące hiszpańskie zwyczaje i zabawy. Goya wycenił jeden z najbardziej udanych kartonów – Parasolkę – na 500 reali (reales de vellón), a za całą serię otrzymał ich 18 000. Była to druga seria kartonów wykonana przez Goyę dla książęcej pary. Pierwsza, ukończona w 1775 roku przedstawiała motywy związane z łowami, między innymi Polowanie na przepiórki. O ile pierwsza seria opierała się na szkicach nadwornego malarza Francisca Bayeu i silnie imitowała jego styl, druga zawierała oryginalne projekty Goi i ujawniała jego rozwijający się talent malarski.

## Analiza
Ta sielankowa scena doskonale trafiała w gusta pochodzącej z Włoch i uwielbiającej rozrywki księżnej Marii Ludwiki, która poleciła Goi przedstawić na projektach wesołe sceny ludowe. Scena rozgrywa się na obrzeżach Madrytu, nad brzegiem rzeki Manzanares. W oddali widać ledwo widoczną pustelnię San Antonio de la Florida, a po lewej zarys madryckiej Bazyliki San Francisco el Grande. Dwie pary tańczą popularne segudillas w rytm żywo przyklaskującego mężczyzny i muzyki siedzących na ziemi grajków. Ich instrumenty muzyczne to hiszpańskie bandurria i vihuela. Obok grajków tańcom przygląda się wojskowy, młoda dziewczyna i inne postaci.
Kompozycja to otwarty krąg – wydaje się, że artysta chce zaprosić widza do tańca i zabawy. Goya przedstawił stroje z niezwykła dbałością o szczegóły – mężczyźni noszą stroje dworzan, a kobiety to hiszpańskie majas – osoby z niższych warstw społecznych, które charakteryzował m.in. oryginalny i kolorowy ubiór. W ten sposób Goya miesza na swoim obrazie różne warstwy społeczne.

## Historia obrazu
Goya otrzymał za ten projekt 8 000 reali (reales de vellón). Pierwszy gobelin na podstawie tego projektu utkano już w 1778 roku, a następne trzy kolejno w latach 1786, 1801 i 1832. Królowa Izabela II podarowała jeden z tych gobelinów belgijskiemu monarsze Leopolodowi I.
Około 1856–1857 roku razem z innymi kartonami do tapiserii obraz trafił do piwnic madryckiego Pałacu Królewskiego. Odnaleziony przez Gregoria Cruzadę Villaamila obraz został włączony do zbiorów Muzeum Prado w 1870 roku.